# Gazza (araldica)
In araldica la gazza è simbolo di eloquenza per la sua facilità di imitare il linguaggio umano. Abitualmente è rappresentata con un anello. Nelle case romane si usava tenere una gazza in gabbia nei pressi dell'ingresso, per far salutare gli ospiti dai suoi salve. La gazza compare frequentemente nell'araldica ungherese.

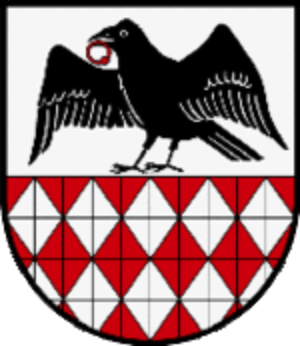
Una gazza con l'anello in bocca (Kloster (Deutschlandsberg), Austria)
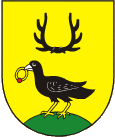
Una gazza con l'anello in bocca (Úterý, Repubblica Ceca)
Gazza con l'anello in bocca (comitato di Hunyad, Ungheria)
La gazza nello stemma di Mattia Corvino
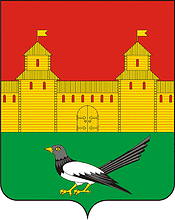
Una gazza al naturale (Soročinsk, Russia)
Gazza di nero (Gazzaniga)